# Maida (North Dakota)
 For alternative betydninger, se Maida. (Se også artikler, som begynder med Maida)
Maida er et kommunefrit område i Cavalier County, North Dakota, USA.

## Historie
Maidas postkontor blev oprettet i september 1884.

## Geografi
Maidas ligger 476 m.o.h.
48°59′55″N 98°21′53″V / 48.9986°N 98.3647°V